# 普倫格山
46°39′08″N 12°54′03″E / 46.652324°N 12.900735°E

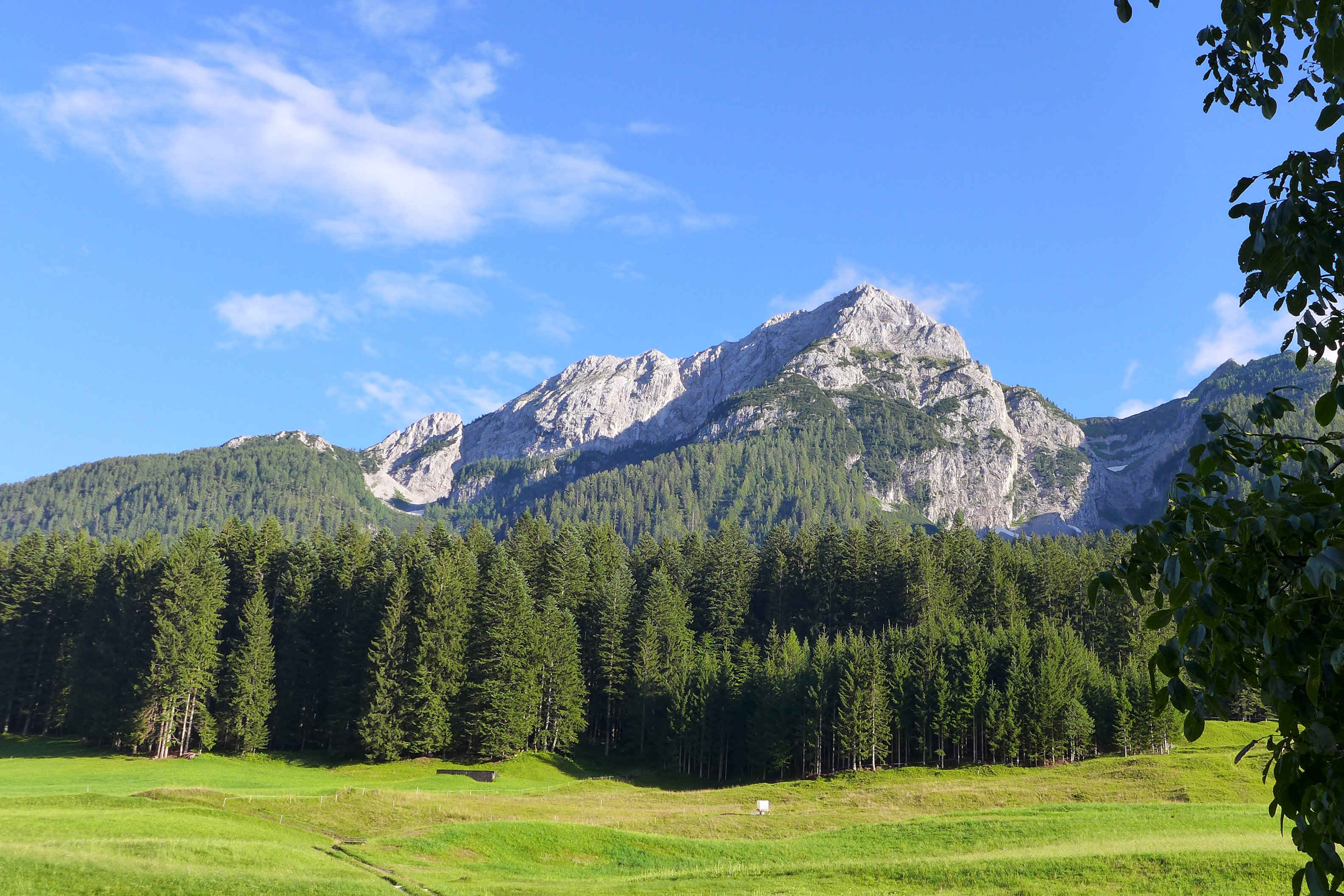

普倫格山（德語：Plenge），是奧地利的山峰，位於該國南部，由克恩頓州負責管轄，屬於卡爾尼克阿爾卑斯山脈的一部分，海拔高度2,373米，每年平均降雨量2,138毫米。